# Bithynia cerameopoma
Bithynia cerameopoma е вид охлюв от семейство Bithyniidae. Видът не е застрашен от изчезване.

## Разпространение и местообитание
Разпространен е в Бангладеш, Индия (Андхра Прадеш, Асам, Бихар, Делхи, Джаркханд, Западна Бенгалия, Мадхя Прадеш, Мегхалая, Пенджаб, Раджастан и Утар Прадеш), Непал и Пакистан.
Обитава сладководни басейни, реки и потоци.